# Transparens (musik)
Transparens är ett musikvetenskapligt ord som betyder genomsynlighet och kan även användas då t.ex. en orkesters ljudbild beskrivs. Att ljudbilden är transparent innebär att den är klar och öppen.